# Тома Филков
Тома Лазаров Филков е български учен, професор по кожни болести.

## Биография
Роден е във Видин, в семейството на българския просветен деец и общественик Лазар Филков. Лазар и съпругата му Зора, учителка от Оряхово, имат двама сина: Тома и Георги.
Тома Филков завършва Видинската гимназия, а след това медицина в Медицинския университет в София. Дълги години завежда катедра „Дерматология и венерология“ в Плевенския медицински университет. Съавтор е на медицински издания, сред които „Клинична дерматология“, издадена в 1990 година, „Псориазис“, издадена в 2006 година, както и други.